# STS-61-C

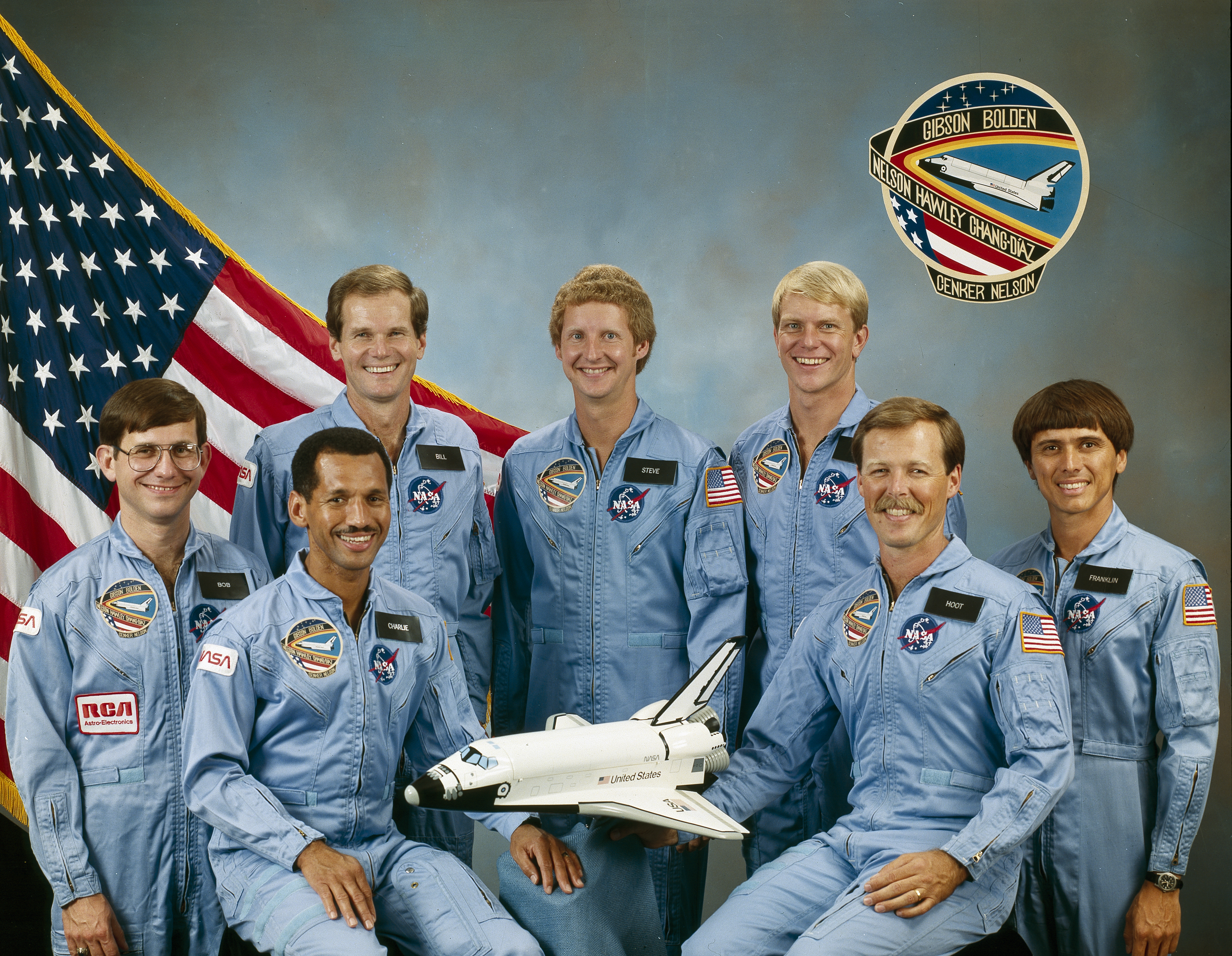
Екіпаж STS-61-C: Верхній ряд: Білл Нельсон, Хоулі, Джордж Нельсон
Нижній ряд: Сенкер, Болден, Гібсон, Чанг-Діас

STS-61-C — 24-й космічний політ космічного човника в рамках програми «Спейс Шаттл», 7-й запуск «Колумбії» і останній успішний політ перед загибеллю «Челленджера». Одним із завдань експедиції було виведення на орбіту американського супутника Satcom-K1. Крім того, як спеціаліст із корисного навантаження летів американський конгресмен Білл Нельсон. Корабель стартував 12 січня 1986 року з Космічного центру ім. Кеннеді в штаті Флорида.

## Екіпаж
- Командир: Роберт Гібсон (2)
- Пілот: Чарльз Болден (1)
- Спеціаліст за програмою польоту: Франклін Рамон Чанг-Діас (англ. Franklin Ramón Chang-Díaz) (1)
- Спеціаліст за програмою польоту: Стівен Говлі (2)
- Спеціаліст за програмою польоту: Джордж Нельсон (2)
- Спеціаліст з корисного навантаження: Роберт Сенкер (1)
- Спеціаліст з корисного навантаження: Білл Нельсон (1)

## Події на старті
Старт, спочатку запланований на 18 грудня 1985 року, був відкладений на один день оскільки був потрібен додатковий час для закриття кормового відділення Шаттла. Наступна спроба 19 грудня 1985 року була перервана на етапі «Т-14» секунд, причиною послужили сигнали з правого твердопаливного прискорювача про досягнення максимального значення RPM у модулі живлення гідравлічної системи, пізніше виявилося, що повідомлення про помилку було помилковим. Через 18 днів, 6 січня 1986 року, була зроблена ще одна спроба запустити Шаттл, однак у фазі «Т-31» секунд і вона була перервана через витік 1,8 т рідкого кисню з зовнішнього паливного бака. Процедура запуску наступного дня, 7 січня 1986 року, знову була перервана на етапі «Т-9» хвилин через погану погоду в обох заокеанських місцях посадки (Морон в Іспанії та Дакар в Сенегалі). Після двох днів очікування, 9 січня 1986 року чергова спроба старту була перервана через те, що датчик рідкого кисню на стартовому майданчику відірвався і потрапив у передклапанну систему основного двигуна номер 2. З 10 і 11 січня 1986 року у Флориді пройшли сильні зливові дощі, тому старт був відкладений до 12 січня. І, нарешті, 12 січня 1986 року, через майже місяць від початкової дати, зворотний відлік пройшов без переривань і шатл «Колумбія» піднявся в небо без будь-яких пригод.

## Завдання польоту

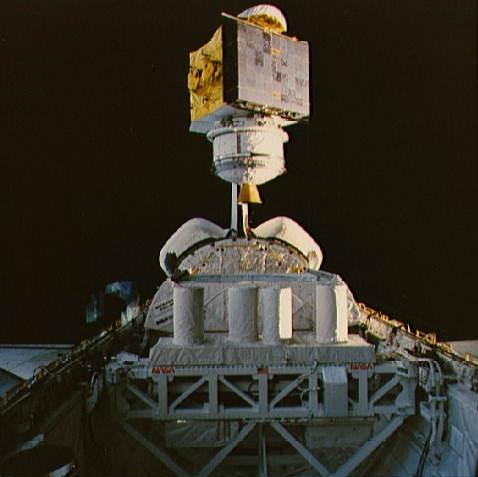
Виведення супутника Satcom-KU1 на орбіту

Одним із завдань експедиції було виведення на орбіту американського комерційного супутника зв'язку Satcom-KU1 за допомогою модифікованого додаткового двигуна PAM-D2. Це був другий супутник із серії трьох супутників. Перший супутник був запущений місією STS-61-В, запуск третього був запланований у 1987 році, але у зв'язку з катастрофою «Челленджера» був запущений пізніше.
А також проведення експериментів з астрофізики та обробки матеріалів: наукова лабораторія (Materials Science Laboratory-2 — MSL-2); Hitchhiker G-1; експеримент зі зйомки в інфрачервоному діапазоні (Infrared Imaging Experiment — IR-IE); експеримент зі зберігання крові (Initial Blood Storage Experiment — IBSE); вирощування протеїнового кристала вручну (Hand-held Protein Crystal Growth — HPCG); три експерименти в рамках залучення студентів до програми шатлів (Shuttle Student Involvement Program — SSIP) і 13 спецконтейнерів (GAS), 12 з яких були змонтовані на спеціальному містку.
У рамках одного з експериментів, який був названий «Програма активного спостереження за кометою Галлея» (CHAMP), передбачалося фотографування цієї комети 35-міліметровою камерою через верхнє вікно в кормовій частині польотної палуби. Але цей експеримент не був виконаний через проблеми з акумуляторною батареєю камери.